# وندر أوف ذا سيز
وندر أوف ذا سيز (بالإنجليزية: Wonder of the Seas)‏، إي باللغة العربية عجائب البحار، هي سفينة بحرية سياحية تملكها شركة رويال كاريبيان إنترناشيونال. دخلت الخدمة في 4 مارس 2022. تبلغ إجمالي حمولتها 236،857 وهي بذلك أكبر سفينة سياحية في العالم.